# Chechiș, Maramureș
Chechiș este un sat în comuna Dumbrăvița din județul Maramureș, Transilvania, România.

## Etimologie
Etimologia numelui localității: din adj. magh. kékes „albăstrui” (< magh. kek „albastru” + suf. -es), ca determinant al unui apelativ la care ulterior s-a renunțat, de genul Valea Albastră > top. rom. Checheș > Chechiș. 

## Istoric

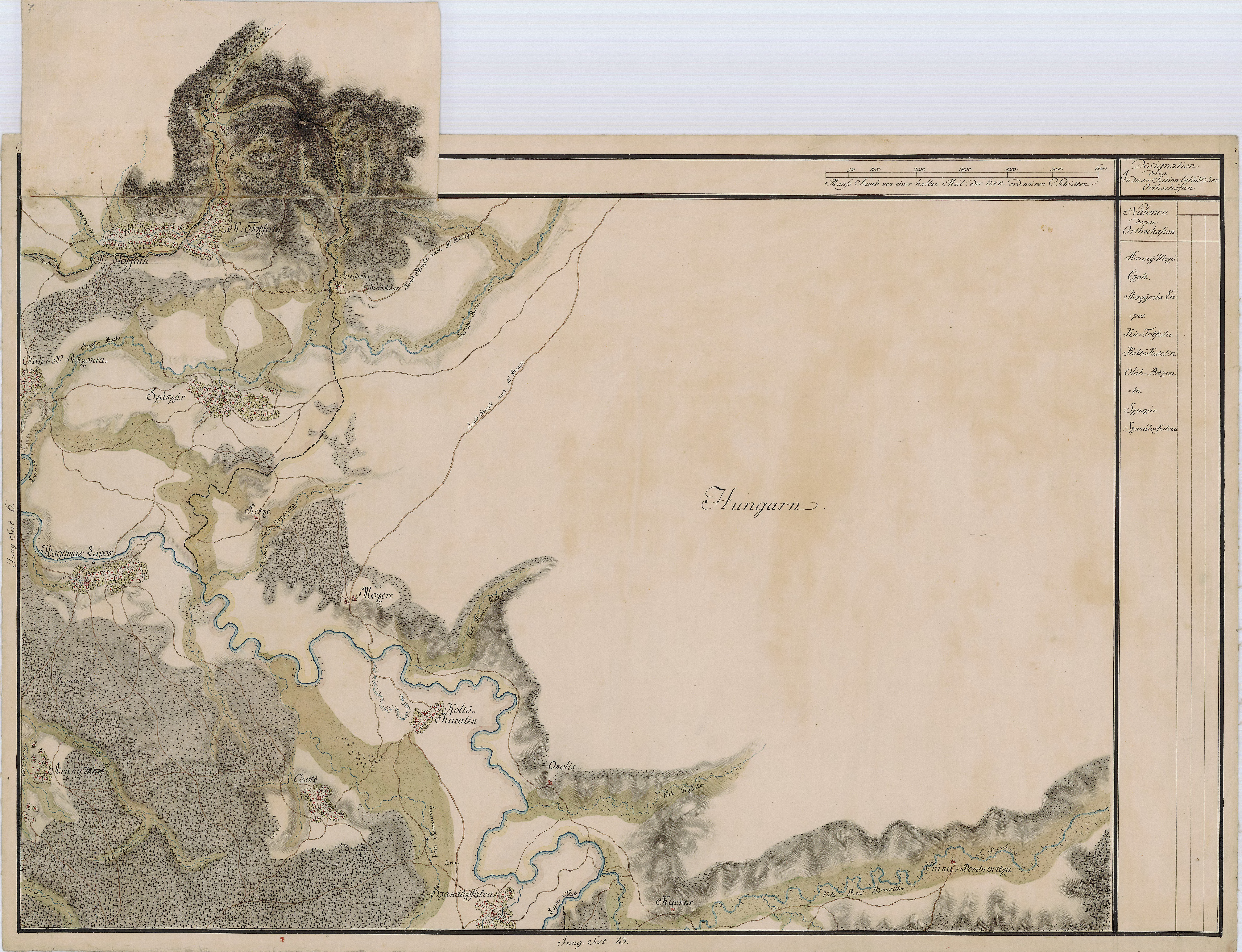
Chechiș în Harta Iosefină a Transilvaniei

Numele vechi a localității este Chechișul Românesc.
Prima atestare documentară cu numele Keykena este menționată în anul 1216, într-un act de donație al regelui Andrei al Ungariei. Autorul articolului este de părere că așezarea făcea parte dintr-un sistem de pază al frontierelor de la răsărit ale Ungariei cu organizații militare de "ardăi" (paznici de pădure) români.
După alte surse, prima atestare datează din 1405 (Kekes). 

## Demografie
La recensământul din 2011, populația era de 907 locuitori. 